# Bring Me Down
Bring Me Down is de tweede single van de Nederlandse zangeres Nikki. Nikki werd bekend met het winnen van het televisieprogramma Idols 4, waarbij ze de single Hello World uitbracht. In tegenstelling tot de eerdere winnaars van Idols bracht Nikki niet direct een album en tweede single uit, maar stortte ze zich eerst op het maken van een kwalitatief goed album. Voor deze veranderde strategie is gekozen omdat de carrière van voorgaande winnaars van Idols niet van de grond bleek te komen na hun debuutsingle. De single is afkomstig van het op 24 november te verschijnen debuutalbum van de zangeres, genaamd Naked.

## Achtergrondinformatie
In eerste instantie was er wat verwarring over de tweede single van de Idols-winnares. Vlak voor Bring Me Down kwam namelijk het nummer This Is Me uit. Dit bleek echter te gaan om een nummer voor de Disney film Camp Rock, en stond los van Nikki's eigen nummers.
Op 12 september werd de videoclip voor Bring Me Down gemaakt in Amsterdam. De clip speelt zich af in een hotelkamer, waar Nikki alleen is, afgewisseld met flashbacks waarin ze nog samen is met haar vriendje. Op 26 september werd het nummer door Radio 538 verkozen tot Alarmschijf. De radiozender noemde het nummer "op en top rock" en vergeleek Nikki met de Amerikaanse Idols winnares Kelly Clarkson. Bring Me Down haalde de 6de plaats in de top 40, daarmee wist ze haar debuutsingle Hello World niet te overtreffen. Desondanks stond Bring Me Down wel 5 weken langer in de top 40 dan Hello World. "Bring me down" is geschreven door singer/songwriter Hanne Sørvaag uit Noorwegen.

## Hitnotering
| "Bring Me Down" in de Nederlandse Top 40 - Binnen: 11-10-2008 | "Bring Me Down" in de Nederlandse Top 40 - Binnen: 11-10-2008 | "Bring Me Down" in de Nederlandse Top 40 - Binnen: 11-10-2008 | "Bring Me Down" in de Nederlandse Top 40 - Binnen: 11-10-2008 | "Bring Me Down" in de Nederlandse Top 40 - Binnen: 11-10-2008 | "Bring Me Down" in de Nederlandse Top 40 - Binnen: 11-10-2008 | "Bring Me Down" in de Nederlandse Top 40 - Binnen: 11-10-2008 | "Bring Me Down" in de Nederlandse Top 40 - Binnen: 11-10-2008 | "Bring Me Down" in de Nederlandse Top 40 - Binnen: 11-10-2008 | "Bring Me Down" in de Nederlandse Top 40 - Binnen: 11-10-2008 | "Bring Me Down" in de Nederlandse Top 40 - Binnen: 11-10-2008 | "Bring Me Down" in de Nederlandse Top 40 - Binnen: 11-10-2008 | "Bring Me Down" in de Nederlandse Top 40 - Binnen: 11-10-2008 | "Bring Me Down" in de Nederlandse Top 40 - Binnen: 11-10-2008 |
| Week                                                          | 1                                                             | 2                                                             | 3                                                             | 4                                                             | 5                                                             | 6                                                             | 7                                                             | 8                                                             | 9                                                             | 10                                                            | 11                                                            | 12                                                            |                                                               |
| ------------------------------------------------------------- | ------------------------------------------------------------- | ------------------------------------------------------------- | ------------------------------------------------------------- | ------------------------------------------------------------- | ------------------------------------------------------------- | ------------------------------------------------------------- | ------------------------------------------------------------- | ------------------------------------------------------------- | ------------------------------------------------------------- | ------------------------------------------------------------- | ------------------------------------------------------------- | ------------------------------------------------------------- | ------------------------------------------------------------- |
| Nummer                                                        | 19                                                            | 6                                                             | 6                                                             | 7                                                             | 15                                                            | 17                                                            | 17                                                            | 17                                                            | 23                                                            | 26                                                            | 28                                                            | 38                                                            | uit                                                           |

| "Bring Me Down" in de Nederlandse Single Top 100 - Binnen: 04-10-2008 | "Bring Me Down" in de Nederlandse Single Top 100 - Binnen: 04-10-2008 | "Bring Me Down" in de Nederlandse Single Top 100 - Binnen: 04-10-2008 | "Bring Me Down" in de Nederlandse Single Top 100 - Binnen: 04-10-2008 | "Bring Me Down" in de Nederlandse Single Top 100 - Binnen: 04-10-2008 | "Bring Me Down" in de Nederlandse Single Top 100 - Binnen: 04-10-2008 | "Bring Me Down" in de Nederlandse Single Top 100 - Binnen: 04-10-2008 | "Bring Me Down" in de Nederlandse Single Top 100 - Binnen: 04-10-2008 | "Bring Me Down" in de Nederlandse Single Top 100 - Binnen: 04-10-2008 | "Bring Me Down" in de Nederlandse Single Top 100 - Binnen: 04-10-2008 | "Bring Me Down" in de Nederlandse Single Top 100 - Binnen: 04-10-2008 | "Bring Me Down" in de Nederlandse Single Top 100 - Binnen: 04-10-2008 | "Bring Me Down" in de Nederlandse Single Top 100 - Binnen: 04-10-2008 | "Bring Me Down" in de Nederlandse Single Top 100 - Binnen: 04-10-2008 |
| Week                                                                  | 1                                                                     | 2                                                                     | 3                                                                     | 4                                                                     | 5                                                                     | 6                                                                     | 7                                                                     | 8                                                                     | 9                                                                     | 10                                                                    | 11                                                                    | 12                                                                    |                                                                       |
| --------------------------------------------------------------------- | --------------------------------------------------------------------- | --------------------------------------------------------------------- | --------------------------------------------------------------------- | --------------------------------------------------------------------- | --------------------------------------------------------------------- | --------------------------------------------------------------------- | --------------------------------------------------------------------- | --------------------------------------------------------------------- | --------------------------------------------------------------------- | --------------------------------------------------------------------- | --------------------------------------------------------------------- | --------------------------------------------------------------------- | --------------------------------------------------------------------- |
| Nummer                                                                | 29                                                                    | 17                                                                    | 7                                                                     | 7                                                                     | 4                                                                     | 10                                                                    | 12                                                                    | 23                                                                    | 34                                                                    | 44                                                                    | 63                                                                    | 89                                                                    | uit                                                                   |